# Зельпин
Зельпин (нем. Selpin) — община в Германии, в земле Мекленбург-Передняя Померания.
Входит в состав района Бад-Доберан. Подчиняется управлению Тессин.  Население составляет 518 человек (на 31 декабря 2010 года). Занимает площадь 32,99 км².